# トゥオモ・ユリプリ
トゥオモ・ユリプリ（トゥオモ・サカリ・ユリプッリ、Tuomo Sakari Ylipulli、1965年3月3日 - 2021年7月23日）は、フィンランド、ロバニエミ出身の元スキージャンプ選手。1983年から1988年にかけて国際大会で活躍した。元ノルディック複合選手のユッカ・ユリプリは実兄、元スキージャンプ選手ライモ・ユリプリは実弟。

## プロフィール
国際大会へのデビューは1982年12月30日のスキージャンプ週間オーベルストドルフ大会で、いきなり14位となった。
1983年フィンランド、クオピオで行われたノルディックスキージュニア世界選手権で銅メダルを獲得。
1986年オーストリア、バドミッテルンドルフでのスキーフライング世界選手権で自己最高の5位となっている。
スキージャンプ・ワールドカップにおいては1987年1月6日ビショフスホーフェンで唯一の勝利（他に2位1回3位2回）をあげた。
1988年カルガリーオリンピックで団体金メダルを獲得した。
ユリプリの最も輝かしい実績はノルディックスキー世界選手権で2個の金メダルを獲得したことである。
1987-1988シーズン限りで現役を引退した。2021年7月23日に脳卒中のため死去。56歳没。